# Antecedentes históricos do Novo Testamento

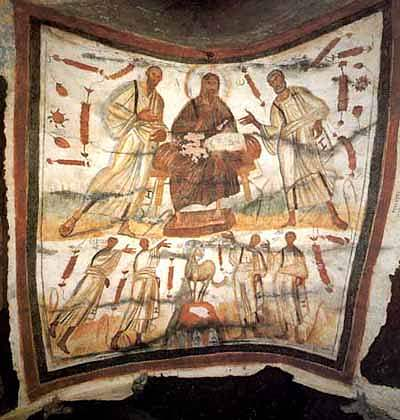
Cristo entre Pedro e Paulo, século IV, Catacumba dos Santos Marcelino e Pedro na Via Labicana

A maioria dos estudiosos que estudam o Jesus histórico e o cristianismo primitivo acredita que os evangelhos canónicos e a vida de Jesus devem ser vistos dentro do seu contexto histórico e cultural, em vez de puramente em termos de ortodoxia cristã.   Eles olham para o judaísmo do Segundo Templo, as tensões, tendências e mudanças na região sob a influência do helenismo e da ocupação romana, e as facções judaicas da época, vendo Jesus como um judeu neste ambiente; e o Novo Testamento escrito como surgindo de um período de tradições do evangelho oral após a sua morte.
Em 64 a.C., o então parcialmente helenizado Reino Hasmoneu da Judeia foi incorporado à República Romana como um reino cliente quando Pompeu, o Grande, conquistou Jerusalém . Os romanos tratavam a Judeia como um valioso posto comercial e como um estado-tampão contra o Império Parta . A partir de 6 d.C., com o descrédito e a queda do filho de Herodes, Arquelau, foram nomeados prefeitos romanos cuja função principal com Roma era manter a ordem por meio de nomeação política pelo Sumo Sacerdote. Após a revolta de Judas, o Galileu, durante o censo de Quirino (6 d.C.) e perante Pôncio Pilatos (26 d.C.), em geral, a Judeia romana estava conturbada, mas autogovernada, com motins ocasionais e rebeliões esporádicas, e a resistência violenta era um risco constante.
Antes do final do terceiro quarto do século I, essas tensões culminaram no conflito entre judeus e romanos deu origem a tensões crescentes . Antes do final do terceiro quarto do século I, essas tensões culminaram com a Primeira Guerra Judaico-Romana e a destruição do Segundo Templo em Jerusalém . Essa guerra efetivamente arrasou Jerusalém, e a cidade foi posteriormente reconstruída como colônia romana de Élia Capitolina, na qual os judeus estavam proibidos de viver, resultando na perda de registos relativos ao cristianismo primitivo em Jerusalém.

## Facções, Cultos e Grupos no Período Romano
Os historiadores tentam compreender a posição de Jesus e dos seus seguidores em relação às outras facções judaicas da época. Segundo o historiador judeu-romano Flávio Josefo, os três grupos do judaísmo contemporâneo eram os fariseus, os saduceus e os essénios. Estes últimos eram aparentemente marginalizados e, em alguns casos, refugiavam-se em comunidades quase monásticas. Josefo fala também de um "quarto movimento": os zelotes, Lestai ou Sicários.

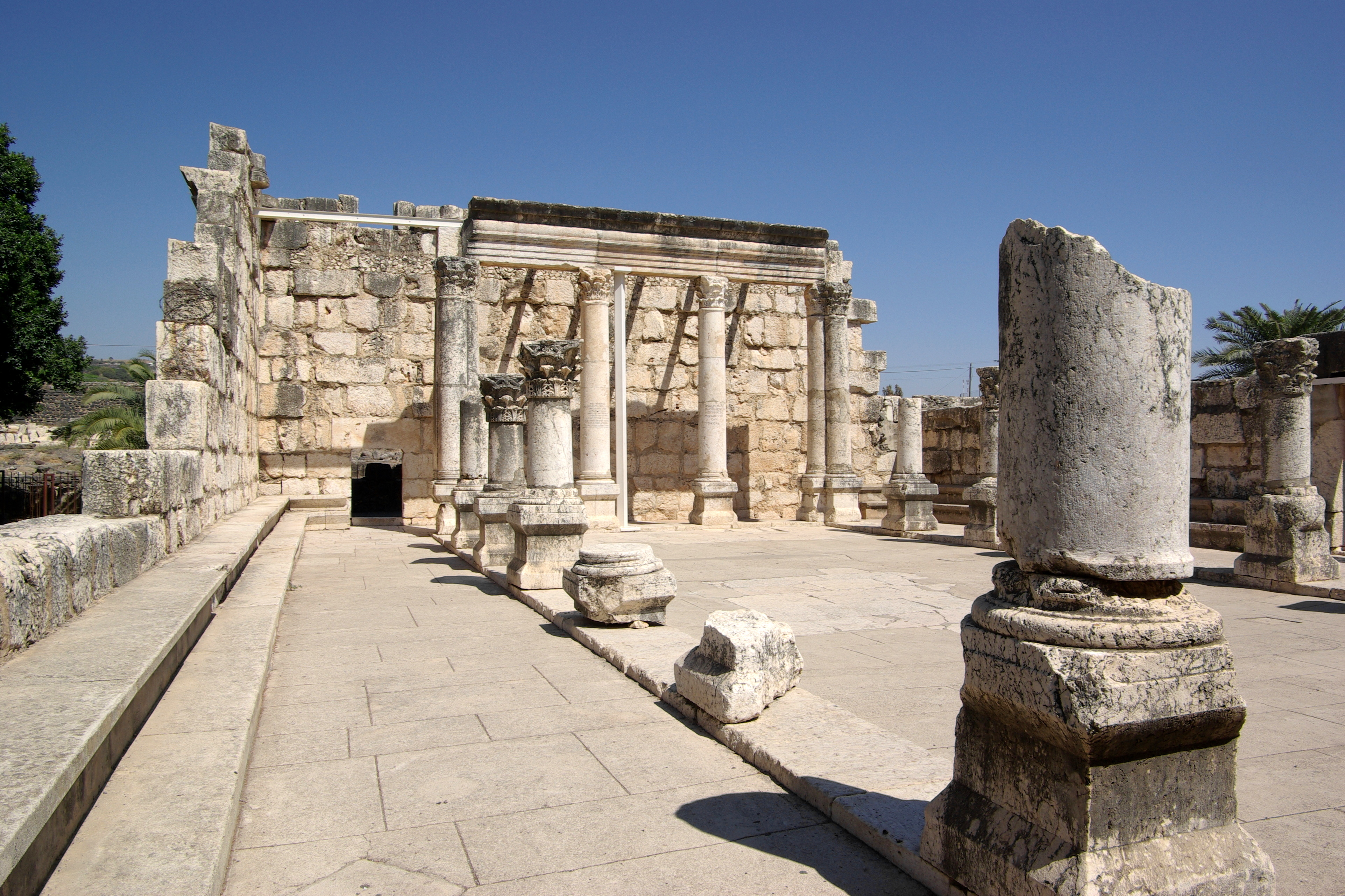
A antiga sinagoga de Cafarnaum

Para melhor reconstituir a vida de Jesus, os estudiosos analisaram o cenário religioso do início do primeiro século. Alguns estudiosos identificam-no com um ou outro grupo.
Os fariseus foram uma força poderosa na Judeia do primeiro século. Os primeiros cristãos partilhavam diversas crenças farisaicas, incluindo a ressurreição, a retribuição no além, os anjos, a liberdade humana e a Providência Divina.  Após a destruição do SegundoTemplo, a perspectiva farisaica consolidou-se no judaísmo rabínico. Alguns estudiosos especulam que o próprio Jesus era fariseu.

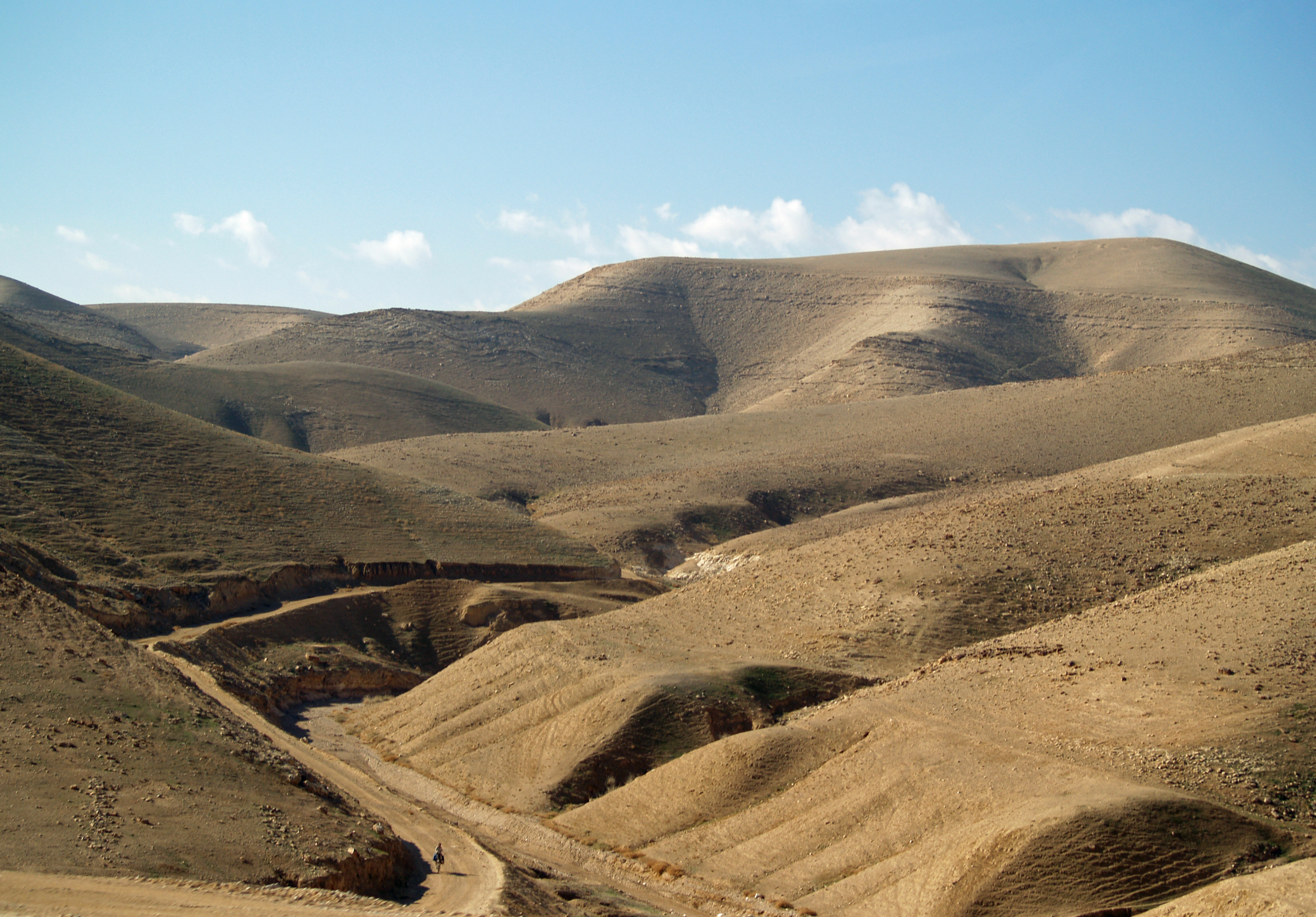
colinas da Judeia em Israel

Na época de Jesus, as duas principais escolas de pensamento entre os fariseus eram a Casa de Hillel, fundada pelo eminente tanna (mestre) Hillel, o Velho; e a Casa de Shamai. A denúncia de hipocrisia feita por Jesus pode ter sido dirigida aos membros mais rigorosos da Casa de Shamai, embora também concordasse com os seus ensinamentos sobre o divórcio (Marcos 10:1-12). Jesus também sustentou os ensinamentos da Casa de Hillel sobre o maior mandamento (Talmude Babilónico Shabat 31a; comparar Marcos 12:28-34) e a Regra de Ouro (Mateus 7:12). Os historiadores não sabem se houve fariseus na Galileia durante a vida de Jesus, ou como poderiam ter sido.
Os saduceus eram particularmente poderosos em Jerusalém. Aceitavam apenas a Lei Escrita, rejeitando as interpretações tradicionais aceites pelos fariseus, como a crença no castigo no além, a ressurreição do corpo, dos anjos e dos espíritos. Após o tumulto causado por Jesus no Templo, devem ter sido os saduceus que o prenderam e o entregaram aos romanos para execução. Após a queda de Jerusalém, desapareceram da história.
Os essénios eram ascetas apocalípticos, uma das três (ou quatro) grandes escolas judaicas da época, embora não sejam mencionados no Novo Testamento. Alguns estudiosos teorizam que Jesus era um essénio, ou próximo disso. Entre estes estudiosos encontra-se Bento XVI, que, no seu livro sobre Jesus, coloca a hipótese de que "parece que não só João Baptista, mas possivelmente também Jesus e a sua família, tinham relações estreitas com a comunidade de Qumran".